# El clan de la foca
El Clan de la Foca (en inglés: Spirit Walkeres, El Espíritu Errante) es el segundo libro de la sexalogía Las Crónicas de la prehistoria, de la escritora inglesa Michelle Paver. Una serie de aventuras prehistóricas que encantarán a niños y jóvenes de todas las edades.

## Argumento
Después de matar al oso sanguinario que mató a su padre, Torak cree haber encontrado por fin en el Clan del Cuervo un entorno seguro y a salvo de los Devoradores de Almas. Sin embargo, su tranquilidad dura muy poco: una misteriosa enfermedad empieza a propagarse por el Bosque y el pánico cunde entre los clanes. Desesperado, Torak opta por emprender un peligroso viaje hacia una lejana isla, donde al parecer se conoce un remedio secreto contra la terrible epidemia. Tras superar azarosas peripecias a riesgo de su propia vida, en la isla del Clan de la Foca lo esperan el enigmático hechicero Tenris, el anhelado reencuentro con Lobo y su amiga Renn y, más importante aún, un sorprendente descubrimiento sobre sí mismo.